# 맥스웰하우스 호텔
멕스웰하우스호텔(Maxwell House Hotel)은 내슈빌(Nashville) 시내의 주요 호텔이었다. 그 위상 때문에 7 명의 미국 대통령과 다른 저명한 손님이 수년 동안 그곳에 머물렀었다. 존 오버톤(John Overton Jr.) 대령에 의해 지어졌으며 그의 아내인 헤리엇 맥스웰 오버톤(Harriet (Maxwell) Overton)의 이름을 따서 명명되었다. 건축가는 이사야 로저스(Isaiah Rogers)였다. [1]
네이선 베드퍼드 포러스트(Nathan Bedford Forrest) 전 남부군 장군은 1866년에 이 호텔에서 KKK(Ku Klux Klan)에 관여한 적이 있었다. KKK의 첫 번째 전국 회의는 1867년 4월에 이 호텔에서 열렸다. 나중에 맥스웰하우스(Maxwell House) 커피의 이름이 되었다. 1961년에 화재로 소실된후 철거되 역사속으로 사라졌다.

## 호텔 스케치
|                         |
| 멕스웰하우스호텔의 전경 |

## 랜드마크
지금은 선트러스트 빌딩(SunTrust Building)이 소재한 내슈빌 에비뉴 4가 201(201 4th Ave N, Nashville)에 위치했었다. 선트러스트빌딩 초입 모서리기둥에는 이를 표기하는 마커가 남아있다.

## 같이 보기
- 트레몬트 하우스(Tremont House)